# Марри, Роберт (бактериолог)
Роберт Джордж Эверитт Марри (англ. Robert George Everitt Murray; 19 мая 1919, Райслип, Мидлсекс, Великобритания — 18 февраля 2022) — канадский микробиолог, бактериолог и иммунолог, профессор Университета Западного Онтарио, член Королевского общества Канады (1958) и Американского микробиологического общества (президент в 1972—1973). Редактор профессиональных журналов, председатель Международного комитета бактериологической систематики (1982—1990). Офицер ордена Канады (1998).

## Биография
Родился в Райслипе (Англия) в 1919 году в семье Эверитта Дж. Д. Марри. В 1930 году Эверитт Марри занял профессорскую должность на кафедре бактериологии и иммунологии Макгиллского университета в Монреале и перевёз семью в Канаду. Роберт Марри в 1936—1938 году учился в Макгиллском университете, а в 1941 году — в Кембридже, где изучал патологию и бактериологию. Вернувшись в Канаду, в 1943 году завершил учёбу в медицинской школе Макгиллского университета, получив степень доктора медицины. Интернатуру проходил в Королевской Викторианской больнице в Монреале, после чего в 1944—1945 годах служил в Королевском канадском армейском медицинском корпусе. Окончил службу в звании капитана. В 1945 году приглашён в Университет Западного Онтарио как преподаватель бактериологии.
В 1949 году стал профессором и возглавил отделение бактериологии и иммунологии Университета Западного Онтарио, которым руководил до 1974 года. В 1954 году на возглавляемом Марри отделении начались исследования с помощью электронного микроскопа, что выдвинуло Университет Западного Онтарио в число ведущих учреждений мира в области бактериологических исследований. Одновременно с 1948 по 1965 год возглавлял микробиологическую службу Викторианской больницы в Лондоне (Онтарио). В 1974—1984 годах — профессор микробиологии и иммунологии Университета Западного Онтарио, с 1984 года — профессор-эмерит.
В 1950—1951 годах был председателем учредительного комитета Канадского микробиологического общества, а в 1951—1952 годах первым президентом этого общества; с 1985 года — почётный член. В 1972—1973 годах занимал пост президента Американского микробиологического общества, почётный член с 1988 года. В 1951—1954 годах входил в редколлегию американского научного издания Journal of Bacteriology (вновь вернулся в состав редколлегии в 1980—1986 годах). Убедив Национальный исследовательский совет Канады в целесообразности издания отдельного журнала по микробиологии, в 1954 году стал первым главным редактором издания Canadian Journal of Microbiology, которое возглавлял до 1960 года. Также входил в редакционный совет журнала Bacteriological Reviews (позже Microbiology and Molecular Biology Reviews).
Особый интерес как учёный проявлял к теме таксономии. С 1962 года входил в состав Международного комитета бактериологической систематики, с 1982 по 1990 год занимал в нём пост председателя, а с 1990 года стал пожизненным членом. В 1964 году, после смерти отца, входившего в состав совета попечителей регулярно переиздаваемого «Справочника Берджи по бактериологической систематике», занял его место в этом совете и с 1976 по 1990 год был его председателем. В 1982—1990 годах помощник главного редактора издания International Journal of Systematic Bacteriology, главный редактор с 1991 по 1994 год.
На протяжении 40 лет был женат на Дорис Маршан, вторым браком женат на Марион Лани — этот брак продолжался 28 лет; отец троих детей. Скончался в феврале 2022 года в возрасте 102 лет, пережив обеих жён и одного из сыновей.

## Признание заслуг
Научная и административная деятельность Роберта Марри была отмечена в 1958 году избранием в Королевское общество Канады. Он также становился лауреатом двух наград Королевского общества Канады — премией Гаррисона (1957) и медали Флавеля «за выдающийся вклад в биологическую науку» (1984). Удостоился ряда наград от Канадского и Американского бактериологических обществ, а также почётных учёных степеней от университетов Западного Онтарио, Гуэлфа, Виктории и Макгилла. В 1973 году избран в Американскую академию микробиологии.
Офицер ордена Канады (1998). В честь Роберта Марри в 1997 году назван вид бактерий Deinococcus murrayi, а в 2020 году — род бацилл Robertmurraya. С 2011 года регулярная награда Канадского микробиологического общества носит имя премии Марри в честь Эверитта и Роберта Марри.